# Bastian Rutschmann
Bastian Rutschmann (* 30. Dezember 1982 in Karlsruhe) ist ein deutscher Handballtorwart, der seit 2023 bei der TuS Spenge spielt.
Rutschmann wurde 1982 in Karlsruhe geboren. Das Handballspielen lernte er in seiner Heimatstadt Ettlingen bei der HSG Ettlingen/Bruchhausen, ehe er in der B-Jugend zur SG Pforzheim/Eutingen wechselte. Später ging er zur SG Kronau/Östringen, bei der er in der zweiten Mannschaft in der Regionalliga spielte. Nach weiteren Zwischenstationen bei der HG Oftersheim/Schwetzingen und beim Wilhelmshavener HV, spielte er zwei Jahre lang für den TV Bittenfeld in der 2. Bundesliga. Im Jahr 2011 ging Rutschmann zu Frisch Auf Göppingen. Mit Göppingen gewann er 2012 den EHF-Pokal. Im Februar 2014 wechselte er zum Ligakonkurrenten HBW Balingen-Weilstetten. In der Saison 2014/15 spielte er für die Rhein-Neckar Löwen, bei denen er bereits von 2002 bis 2005 zwischen den Pfosten stand. Ab der Saison 2015/16 stand er mit Frisch Auf Göppingen bei einem weiteren Ex-Verein erneut zwischen den Pfosten. 2016 und 2017 gewann er mit Göppingen den EHF-Pokal. Zur Saison 2017/18 wechselte er für zwei Spielzeiten zum Bergischen HC. Im Sommer 2019 beendete Rutschmann seine Profikarriere und kehrte zu seinem Heimatverein, dem Viertligisten SG Pforzheim/Eutingen, zurück. Seit der Saison 2023/24 läuft er für den Drittligisten TuS Spenge auf.